# Aşağıovacık, Gümüşhacıköy
Aşağıovacık là một xã thuộc huyện Hamamözü, tỉnh Amasya, Thổ Nhĩ Kỳ.